# Jarov, Plzeň-jih
Jarov là một làng thuộc huyện Plzeň-jih, vùng Plzeňský, Cộng hòa Séc.